# 普吕米约
普吕米约（法語：Plumieux，發音：[plymjø]）是法国阿摩尔滨海省圣布里厄区的一个市镇。2025年1月1日，市镇勒康布与科埃特洛贡并入普吕米约，并成为了普吕米约的委派市镇。

## 地理
普吕米约（48°6'11"N, 2°35'3"W）面积73.29 平方千米，位于法国布列塔尼大區阿摩尔滨海省，该省份为法国西北部沿海省份，位于布列塔尼半岛北部，北濒大西洋英吉利海峡，西接菲尼斯泰尔省，南至莫尔比昂省，东临伊勒-维莱讷省。
与普吕米约接壤的市镇（或旧市镇、城区）包括：布雷昂、福日德拉努埃、戈姆内、拉谢兹、拉特里尼泰-波罗埃特、梅内阿克、莫翁、普莱梅、圣艾蒂安-迪盖德利勒。
普吕米约的时区为UTC+01:00、UTC+02:00（夏令时）。

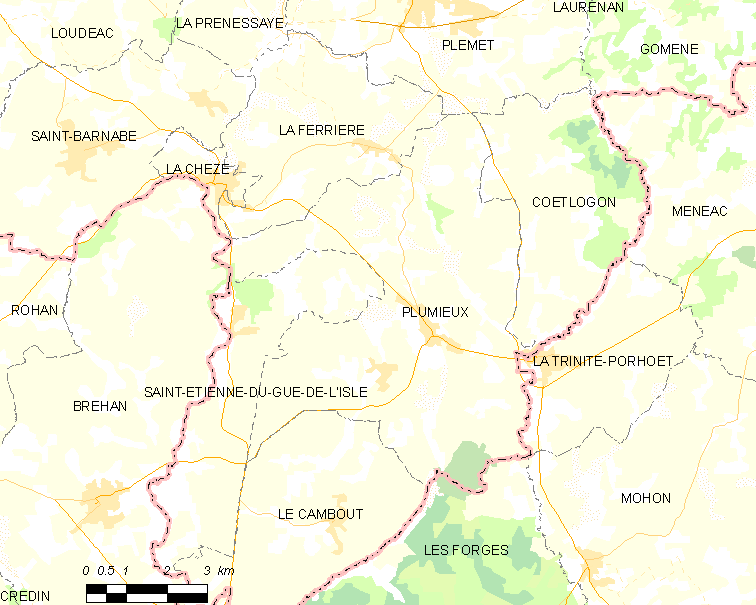
普吕米约的OSM定位图

## 行政
普吕米约的邮政编码为，INSEE市镇编码为22241。

## 政治
普吕米约所属的省级选区为卢代阿克县。

## 人口

1962-2008年间普吕米约人口变化图示

普吕米约于2022年1月1日时的人口数量为1654人。